# Dezinformacja w wojnie rosyjsko-ukraińskiej

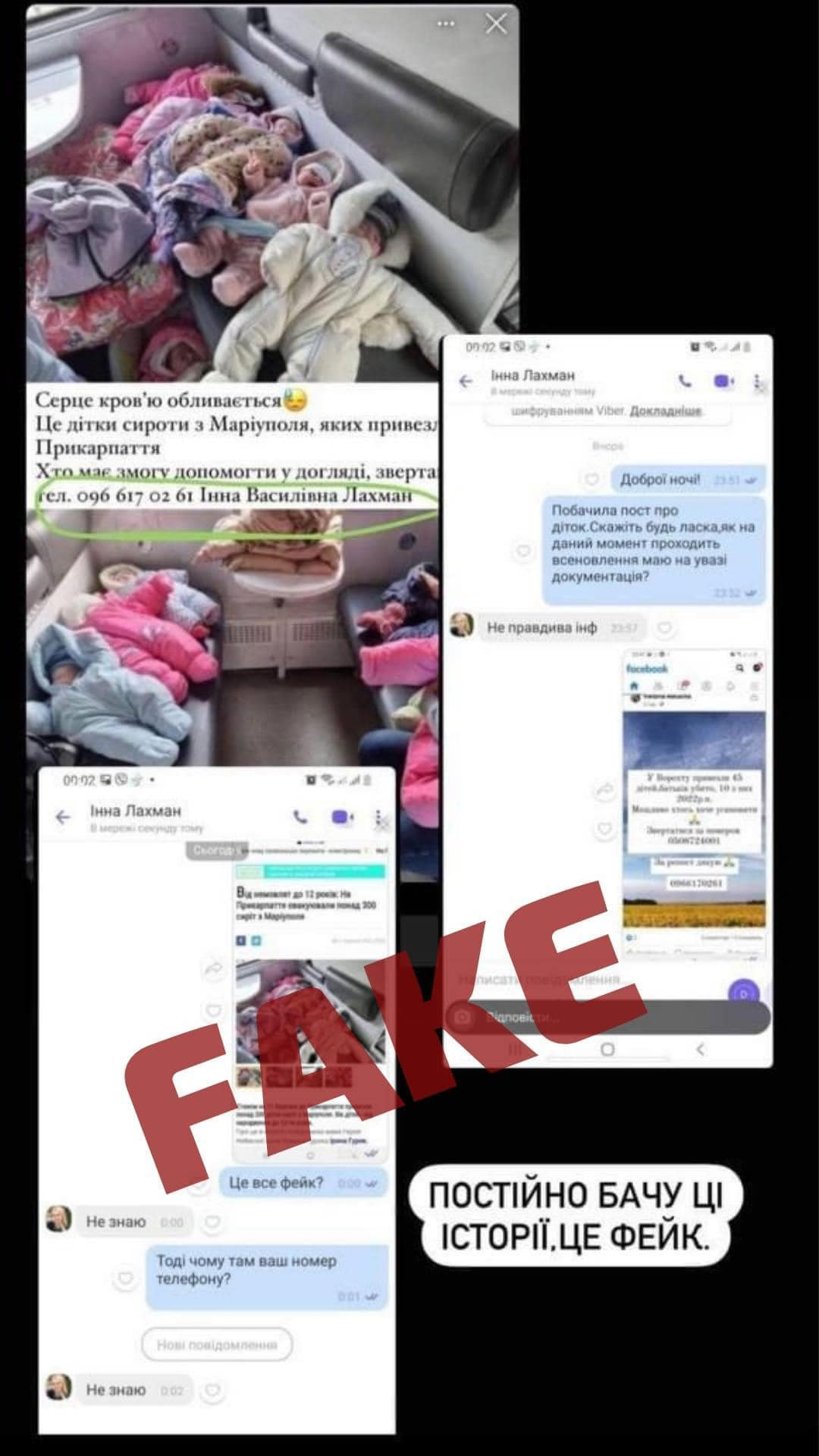
Fałszywa rosyjska wiadomość mówiąca o tym, że ukraińskie dzieci osierocone w czasie wojny są rzekomo oddawane do adopcji

Dezinformacja jest formułą przekazu obecną od początku konfliktu między Rosją i Ukrainą, czyli od 2014.
Jest tworzona na masową skalę i rozpowszechniana przez agencje rządowe i brygady sieciowe początkowo Federacji Rosyjskiej, później także Donieckiej Republiki Ludowej (DRL) i Ługańskiej Republiki Ludowej (LPR). Po rozpoczęciu inwazji na Ukrainę w lutym 2022 nasiliło się oddziaływanie rosyjskiej propagandy w samej Rosji oraz w przestrzeni internetowej innych państw. Sytuacja wolnych mediów w Rosji uległa pogorszeniu, a niemal cały przekaz informacyjny podporządkowano interesom władz.

## Główne kierunki tematyczne
Zgodnie z narracją Kremla rosyjska propaganda odmawia Ukraińcom prawa do stanowienia odrębnego narodu (nazywani są Małorusami), czego konsekwencją jest kwestionowanie prawa Ukraińców do posiadania suwerennego państwa. W publicznych mediach wielokrotnie wyrażano aprobatę dla aneksji Krymu i działań separatystów w Donbasie, wymierzonych w rozbicie integralności terytorialnej Ukrainy.
Rosyjska propaganda od lat utrzymuje, że w wyniku Euromajdanu do władzy w Ukrainie doszli naziści. Kremlowskie dezinformacje i fałszywe wiadomości koncentrowały się na kilku tematach. Po pierwsze odpowiedzialność za konflikt przypisano agresywnym działaniom Ukrainy i NATO (pojawiły się np. oskarżenia, że NATO i Ukraina rozwijają broń biologiczną wymierzoną w Rosję). Innym stałym motywem jest oskarżanie Ukrainy o poważne naruszanie praw człowieka, w tym o ludobójstwo na osobach mówiących po rosyjsku. Kolejne przykłady to przypisywanie przez Rosjan własnych zbrodni wojennych stronie ukraińskiej, zawyżanie ukraińskich strat wojennych, wzbudzanie niechęci do uchodźców z Ukrainy czy próby przekonywania o poparciu lokalnej ludności dla Rosji jako „wyzwoliciela od ukraińskich nazistów”.
Do mniej poważnych zarzutów należy – żerujące na obecnej w społeczeństwie rosyjskim wierze w przesądy i zabobony – oskarżanie Ukrainy o wykorzystywanie czarnej magii.
Niektóre przekazy dezinformacyjne, zwłaszcza w mediach społecznościowych, dla zdobycia wiarygodności wykorzystują sfałszowane loga zachodnich koncernów medialnych, na przykład CNN, DW czy BBC.

## Dezinformacja w Rosji
Kremlowska dezinformacja jest szczególnie rozpowszechniona w samej Rosji, gdzie ma podatny grunt. W kraju panuje cenzura wiadomości dotyczących wojny – za rozpowszechnianie fałszywych, czyli niezgodnych z oficjalnym przekazem informacji o siłach zbrojnych, grozi nawet 10 lat więzienia. Ponadto państwo kontroluje większość mediów. Skala inwazji jest w Rosji minimalizowana, podobnie jak porażki i straty na froncie, za to sukcesy – wyolbrzymiane.
Dziennikarze, którzy nie zgadzają się z cenzurą i próbują rzetelnie informować o wojnie w Ukrainie, są narażeni na konsekwencje. Dmitrij Muratow, laureat Pokojowej Nagrody Nobla w 2021, był zmuszony do zamknięcia „Nowej Gaziety” po odebraniu przez władze licencji z powodów formalnych. Gazeta należała do nielicznych niezależnych mediów w Rosji. Ich sytuacja znacznie się pogorszyła po rozpoczęciu inwazji na Ukrainę. Według słów Taminy Kutscher, redaktorki naczelnej portalu Dekoder, „nad Rosją unosi się gęsta mgła dezinformacji i propagandy”.

## Rosyjscy propagandyści i dezinformatorzy
Informacje w wersji znanej z przekazu proputinowskich komentatorów politycznych i propagandystów są kształtowane w zależności od politycznych potrzeb rosyjskich władz.

### Margarita Simonjan
Szefowa RT (dawniej Russia Today) Margarita Simonjan wielokrotnie posługiwała się bezpodstawnymi oskarżeniami pod adresem Ukraińców, manipulacjami i kłamstwami. Miały one na celu wrogie nastawienie społeczeństwa rosyjskiego do Ukraińców oraz wzmocnienie rosyjskiej narracji w sprawie napaści na Ukrainę.
Simonjan utrzymywała, że jej kraj nie prowadzi wojny, a jedynie interweniuje w wojnie domowej, w której nie jest agresorem, a wyzwolicielem. W marcu 2022 w programie telewizyjnym NTV mówiła, że w walkach o Mariupol siły ukraińskie zrzucają na dzieci zakazane bomby kasetowe, ukraińscy lekarze wzywali do kastracji rosyjskich jeńców wojennych oraz że Ukraińcy „są gotowi wyłupywać dzieciom oczy z powodu ich pochodzenia etnicznego”. W grudniu 2022 przekonywała, że jej kraj jest zmuszony do bombardowania Ukrainy, czego – jak twierdziła – nie chce robić.
Simonjan bez pokazania dowodów oskarżała także Ukrainę o zorganizowanie ataku terrorystycznego w Crocus City Hall w Krasnogorsku pod Moskwą 22 marca 2024.
Zdaniem Wiktorii Bieliaszyn z Gazety Wyborczej Simonjan „za miliardy rubli propaguje kremlowską narrację, publikuje zmanipulowane materiały oraz zataja informacje na temat rzeczywistych działań rosyjskich władz, twierdząc, że Rosja nie prowadzi wojny, a jedynie specjalną operację wojenną i ratuje w ten sposób ludność Donbasu oraz rosyjską ludność w Ukrainie.”

### Władimir Sołowjow
Władimir Sołowjow z NTV od początku nazywał rosyjską agresję „słuszną operacją denazyfikacji na Ukrainie”. Używane przez Władimira Putina i powtarzane przez jego propagandystów pojęcie „denazyfikacji” odwołuje się do ciągle żywej w Rosji pamięci o II wojnie światowej. Porównanie to sugeruje, że Ukraina, podobnie jak hitlerowskie Niemcy, jest państwem rządzonym przez nazistów, których należy pozbawić władzy.
Po ogłoszeniu pierwszej, częściowej mobilizacji w 2022 r. z Rosji uciekły tysiące mężczyzn w wieku poborowym. W swoim programie Wieczór z Władimirem Sołowjowem propagował wstąpienie do armii i oddanie życia za ojczyznę. Posunął się do kuriozalnych refleksji, że „życie jest bardzo przereklamowane”, a obywatele nie powinni bać się śmierci, gdyż i tak jest nieunikniona.
Sołowjow nawoływał do bezwzględnej rozprawy z państwem ukraińskim: „Powinniśmy dziś przeprowadzić uderzenia na ukraińskie miasta, znacznie brutalniejsze niż obecne”. Wielokrotnie groził Polsce i innym państwom europejskim niosącym pomoc Ukrainie atakiem nuklearnym ze strony Rosji.
Po pierwszych wypowiedziach na temat wojny, kanał Soloviov Live został usunięty z platformy YouTube. Powodem usunięcia było naruszenie wytycznych dotyczących treści, w tym publikowanie materiałów określających inwazję jako „specoperację” mającą na celu „demilitaryzację” i „denazyfikację” Ukrainy. Równolegle usunięto z YouTube około 70 tysięcy filmów i 9 tysięcy kanałów związanych z rosyjską inwazją. Większość reprezentowała kremlowską narrację na temat wojny.

### Olga Skabiejewa
Olga Skabiejewa z kanału publicznej telewizji Rossija 1 wyrażała się pochlebnie o aneksji Krymu i inwazji na Ukrainę. Wielokrotnie nazywała Ukraińców nazistami lub faszystami. Cel wojny określała jako „ochronę mieszkańców Donbasu przez nazistowskim reżimem”. Postawę ukraińskiej ludności po inwazji próbowała przedstawiać z korzyścią dla wizerunku rosyjskiej armii. W programie 60 minut mówiła, że „Ukraińcy byli zachwyceni widząc rosyjskie wojska w swoim kraju”, wymachiwali rosyjskimi flagami i traktowali Rosjan w Charkowie „jak prawdziwych wyzwolicieli”.
W kwietniu 2022, po zniszczeniu przez armię ukraińską rosyjskiego krążownika „Moskwa”, obwieściła na antenie Rossija 1 początek trzeciej wojny światowej. Za rosyjską zbrodnię w Buczy obwiniała samych Ukraińców, którzy mieli jej zdaniem dokonać masakry mieszkańców. Sugerowała również, że to żołnierze ukraińscy atakują cywilów próbujących się ewakuować z zagrożonych terenów.
Skabiejewa oskarżała inne państwa, w tym Polskę, o sympatyzowanie z faszyzmem: „Faszystowski terror pleni się nie tylko w Ukrainie, ale także w Europie”.

## Dezinformacja w Polsce
2 marca 2022 warszawski Instytut Badań Internetu i Mediów Społecznościowych w ciągu jednej doby odnotował 120 tysięcy prób dezinformacji, co w porównaniu z poprzednią dobą stanowiło wzrost o 20 tysięcy procent. Na Facebooku i Twitterze odnotowano wpisy prorosyjskie, antyuchodźcze i antyukraińskie: „Obserwujemy drastyczną radykalizację grup antyuchodźczych działających w kanałach osób sceptycznie nastawionych do szczepień”.
W marcu 2022 konta instagramowe udające lokalne portale informacyjne, takie jak katowice_online czy kielce_online, zaczęły udostępniać artykuły zawierające dezinformację i fałszywe informacje. Oskarżały Ukraińców o napaści, powtarzały teorie spiskowe o biolaboratoriach, udostępniały flagę rosyjską i wyrazy wsparcia dla „specjalnej operacji wojskowej” (oficjalna, usankcjonowana prawnie nazwa inwazji w Federacji Rosyjskiej). Internauci odkryli, że zostały założone z użyciem maili w domenie .ru. Po ujawnieniu w internecie tego faktu, konta zniknęły, zostały skasowane.

## Dezinformacja w innych państwach
Linię propagandy rosyjskiej w wielu przypadkach przyjęły media chińskie. W mniejszym stopniu odnosi ona sukcesy w krajach rozwijających się (Indie, Indonezja, kraje Ameryki Łacińskiej, afrykańskie i arabskie).

## Przeciwdziałanie
Większość demokratycznych państw zachodnich ograniczyła obecność mediów rosyjskich na swoim terenie z powodu ich nierzetelności i rozpowszechniania kłamliwych narracji, mających uzasadniać rosyjską agresję wobec Ukrainy. W Polsce i innych państwach unijnych zablokowane zostało nadawanie telewizji Russia Today (RT24), serwis Sputnik i liczne kanały na platformie YouTube.
Dezinformacja odniosła jednak pewne sukcesy wśród środowisk prawicowych, chętnie sięgających po teorie spiskowe, takich jak zwolennicy QAnon w Stanach Zjednoczonych.
W lutym 2024 francuski urząd ds. ochrony cyberprzestrzeni Viginum zidentyfikował rosyjską siatkę 193 portali informacyjnych, prowadzących w sposób skoordynowany akcję dezinformacyjną wymierzoną w kraje europejskie, w tym Polskę. Celem jest przedstawienie rosyjskiej inwazji w korzystny sposób, a także ataki na ukraińskich liderów politycznych i wojskowych. Portale miały nie tworzyć własnych treści, jedynie przekazywać publikacje rosyjskich serwisów informacyjnych i oficjalnych stron administracji rosyjskiej.

## Przekaz ukraiński
Także media ukraińskie są oskarżane o powielanie nieprawdziwych informacji. Dotyczy to zwłaszcza zaniżania strat własnych i zawyżania rosyjskich, co ma znaczenie dla podtrzymania morale armii i wiary w zwycięstwo w społeczeństwie. Media w Ukrainie podchwytują też nie do końca sprawdzone opowieści-legendy o bohaterstwie obrońców, jak np. Duch Kijowa. Mają one budować tożsamość narodową i inspirować obywateli do poświęceń w walce z najeźdźcą.